# الإمبراطورية الإثيوبية
الإمبراطورية الإثيوبية (بالأمهرية: መንግሥተ፡ኢትዮጵያ، Mängəstä Ityop'p'ya) معروفة أيضًا بالاسم الأجنبي الحبشة (المستمدة من الحبش بالعربية)، أو ببساطة إثيوبيا، وهي ملكية امتدت عبر منطقة جغرافية في ولايتي إثيوبيا وإريتريا الحاليتين. بدأت مع تأسيس السلالة السليمانية من قبل يكونو أملاك منذ نحو 1270 واستمرت حتى عام 1974، عندما أطيح بالإمبراطور هيلا سيلاسي في انقلاب من قبل الديرغ الشيوعي. كانت طوال وجودها محاطةً بقوى معادية في القرن الأفريقي، لكنها تمكنت من الحفاظ على شكلها القديم للمملكة القائمة على المسيحية وتطويرها.
تأسست في عام 1270 من قبل النبيل الأمهري يكونو أملاك، الذي زعم أنه ينحدر من آخر ملك أكسومي، أي أنه في النهاية من سلالة منليك الأول بحسب الكتاب المقدس وملكة سبأ، وحلت محل سلالة زاغو التي حكمت مملكة أغاو. في البداية، كانت الإمبراطورية كيانًا صغيرًا وغير مستقر سياسيًا، لكنها تمكنت من التوسع بشكل ملحوظ تحت الحملات الصليبية لأمدا سيون الأول (1314-1344) ويشاق الأول (1414-1429)، لتصبح مؤقتًا القوة المهيمنة في القرن الأفريقي. ومع ذلك اعترض السلطان جمال الدين الثاني على حكم يشاق ما أدى إلى مصرعه. تحت حكم زارا يعقوب (1434-1468)، غزت إثيوبيا سلطنة هادية واعتنقت أميرة السلطنة الأسيرة إيليني المسيحية ما أدى إلى زواجها من زارا يعقوب. رفض المسلمون في المنطقة وكذلك سلطنة عدل تحالف الزواج، وبدأوا في شن عدة محاولات لغزو إثيوبيا نجحوا أخيرًا في عهد الإمام محفوظ. هزم الإمبراطور ليبنا دينقل الإمام محفوظ بعد أن نصب كمينًا له، فحضر الإمام أحمد الغري من سلطنة عدل للجهاد في أوائل القرن السادس عشر، والذي هُزم أخيرًا عام 1543 بمساعدة البرتغاليين. ضعفت الإمبراطورية كثيرًا، وفقدت الكثير من أراضيها الجنوبية وأتباعها بسبب هجرات أورومو. في الشمال، في ما يعرف الآن بإرتيريا، تمكنت إثيوبيا من صد محاولات الغزو العثماني، على الرغم من فقدانها الوصول إلى البحر الأحمر.
ردًّا على هذه التحديات، بدأت إثيوبيا في التوسع غربًا، وغزت منطقة بحيرة تانا، ومعظم أراضي بيتا إسرائيل في بجمدار. في ثلاثينيات القرن السادس عشر، أسس الإمبراطور فاسيليدس العاصمة الجديدة غُندار، بمناسبة بداية عصر ذهبي جديد عُرف باسم «الفترة الغندارية». شهدت سلامًا نسبيًا، واندماج أورومو بنجاح، وازدهار الثقافة. مع وفاة الإمبراطور يواش الثاني عام 1755 وخاصة يواش الأول عام 1769، دخلت المملكة في نهاية المطاف فترة من اللامركزية، والمعروفة باسم «عصر الأمراء». انفصلت منطقة شيوا في الواقع وشكلت مملكتها الخاصة، بينما تنازع أمراء الحرب الإقليميون على السلطة داخل الإمبراطورية، إذ لم يكن الإمبراطور أكثر من مجرد دمية.
وضع الإمبراطور تيودروس الثاني (حكم 1855-1868) نهاية لهذه الدولة، وأعاد توحيد الإمبراطورية وقادها إلى العصر الحديث قبل أن يموت أثناء الحملة البريطانية إلى الحبشة. شارك خليفته يوحنس الرابع في الحرب في المقام الأول، وحارب المصريين والمهديين بنجاح قبل أن يموت ضد الأخير في معركة القلابات عام 1889. استمر الإمبراطور منليك الثاني، الذي عاش فيما يعرف الآن بمدينة أديس أبابا التي تأسست مؤخرًا، واختتم سياسة التوسع لسلفه، وأخضع العديد من الناس والممالك في ما هو الآن غرب وجنوب وشرق إثيوبيا، مثل كافا أو ولايتا أو أوسا. وهكذا، أعطى إثيوبيا النطاق الجغرافي الذي تتمتع به اليوم. واجه في الشمال التوسع الإيطالي. هُزمت إيطاليا هزيمة حاسمة في معركة العدوة في عام 1896 بمساعدة روسيا وفرنسا، فضمن منليك استقلال إثيوبيا واقتصر نفوذ إيطاليا على إريتريا.
لاحقًا بعد الحرب الإيطالية الإثيوبية الثانية، احتلت الإمبراطورية الإيطالية إثيوبيا وأنشأت مستعمرة شرق أفريقيا الإيطالية في المنطقة. بعد الحرب العالمية الثانية، طُرد الإيطاليون بمساعدة الجيش البريطاني. كان البلد أحد الأعضاء المؤسسين للأمم المتحدة، وفي عام 1962 ضم إريتريا. ومع ذلك، أدت الحرب الأهلية الإثيوبية إلى استقلال إريتريا وسقوط الإمبراطورية في عام 1974.
بحلول عام 1974، كانت إثيوبيا واحدة من ثلاث دول فقط في العالم لديها لقب الإمبراطور لرئيس دولتها، إلى جانب اليابان وإيران في عهد سلالة بهلوي. كان البلد ما قبل الأخير في أفريقيا الذي يستخدم لقب الإمبراطور، أما البلد الوحيد الذي تلاه فهو إمبراطورية أفريقيا الوسطى والذي طُبِق من قبل الإمبراطور بوكاسا الأول في الفترة ما بين 1976 و1979.

## نبذة تاريخية

### دعمت ومملكة أكسوم
بدأ احتلال إثيوبيا البشري في وقت مبكر، مثلما تدل على ذلك النتائج. اعتقِد أن قدماء المصريين ادعوا أن بنط، والمعروفة باسم بلد الذهب، كانت في إثيوبيا عام 980 قبل الميلاد. وفقًا لكيبرا  ناغاست، أسس منليك الأول الإمبراطورية الإثيوبية في القرن العاشر قبل الميلاد. في القرن الرابع، تحت حكم عيزانا ملك أكسوم، اعتمدت المملكة المسيحية باعتبارها دينًا للدولة التي تطورت إلى كنيسة التوحيد الأرثوذكسية الدينية (الأرثوذكسية الإثيوبية والأرثوذكسية الإرتيرية). وهكذا كانت واحدة من أول الدول المسيحية.
بعد غزو أكسوم من قبل الملكة جوديت أو يوديت، بدأت فترة يشير إليها بعض الباحثين باسم العصور المظلمة الإثيوبية. وفقًا للتاريخ الإثيوبي، حكمت بقايا إمبراطورية أكسوم لمدة 40 عامًا قبل نقل التاج إلى ذريتها. في عام 1063 بعد الميلاد تصف سلطنة شوا رحيل الملكة باديت ابنة مايا.

### سلالة زاغو ومخزومي
خلف الملكة باديت في حكم هارارغي أول دولة إسلامية في إثيوبيا بقيادة سلالة المخزومي وكانت عاصمتها في وهال. ظهرت مملكة زاغو، وهي سلالة أخرى عاصمتها في أدافا، بعيدًا عن لاليبيلا الحديثة في جبال لاستا. واصل الزاغو نشر المسيحية الأرثوذكسية في أكسوم، وشيدوا العديد من الكنائس المنحوتة في الصخر مثل كنيسة القديس جورج في لاليبيلا. استمرت السلالة حتى أطيح بها من قبل نظام جديد يدعي أن نسبه من ملوك الأكسوم القدامى.

### السلالة السليمانية وسلطنة عفت
حدث تحالف شيطاني بين الدول الإسلامية والمسيحية في هذه الفترة. في عام 1270 أطيح بسلالة زاغو من قبل متمرد يدعى يكونو أملاك يدعي أنه نسبه من ملوك الأكسوم، وبالتالي من سليمان. تلقى يكونو  أملاك بنجاح مساعدة هائلة من سلطنة شيوا الإسلامية ضد زاغو. أسس وحكم الحبشيين سلالة سليمان، التي سميت على اسمه، والتي حصل الحبشيون على اسمهم منها. في عام 1279 ناشد السلطان المخلوع شيوا دال ماره بنجاح يكونو أملاك استعادة حكمه، ولكن السلطنة لم تستمر لفترة أطول بعد أن غزت الدولة المتمردة إقليم عفت في نهاية المطاف وأسست سلطنة عفت. توترت العلاقات الإسلامية مع سلالة سليمان خلال سلطنة عفت. في القرن الرابع عشر، غزا الإمبراطور أمدا سيون عفت وفككها باعتبارها قوة إقليمية. ثم عادت ذرية عفت إلى القرن الأفريقي وبدأوا دولة إقليمية قوية، سلطنة عدل.

### غزو سلطنة عدل
في عام 1529 غزت قوات سلطنة عدل بقيادة أحمد بن إبراهيم الغازي الإمبراطورية الإثيوبية فيما يعرف بالحرب العدلية الحبشية. استمر احتلال عدل أربعة عشر عامًا. خلال النزاع، استخدمت سلطنة عدل مدافع وفرتها لها الإمبراطورية العثمانية. في أعقاب الحرب، ضمت عدل إثيوبيا، ووحدتها مع الأراضي في ما يُعرف الآن بالصومال. في عام 1543 وبمساعدة الإمبراطورية البرتغالية، استعادت سلالة سليمان الحكم.

### الفترة الحديثة المبكرة
في عام 1543 هزم الإمبراطور جيلاوديوس جيوش أحمد بن إبراهيم الغازي، وأحمد نفسه قُتِل في معركة واينا داغا، بالقرب من ويغيرا. سمح هذا الانتصار للإمبراطورية باستعادة المرتفعات الإثيوبية تدريجيًا. في عام 1559 قُتل جيلاوديوس وهو يحاول غزو سلطنة عدل، وعُرض رأسه المقطوع في هرر عاصمة عدل.

## وصلات خارجية
- Chisholm, Hugh, ed. (1911). "Abyssinia". Encyclopædia Britannica (بالإنجليزية) (11th ed.). Vol. 1.
- Chisholm, Hugh, ed. (1911). "Ethiopia". Encyclopædia Britannica (بالإنجليزية) (11th ed.). Vol. 9.
- "Abyssinia" . Collier's New Encyclopedia. 1921. {{استشهاد بموسوعة}}: يحتوي الاستشهاد على وسيط غير معروف وفارغs: |HIDE_PARAMETER4=، |HIDE_PARAMETER2=، |HIDE_PARAMETER8=، |HIDE_PARAMETER5=، |HIDE_PARAMETER7=، |HIDE_PARAMETER10=، |HIDE_PARAMETER6=، |HIDE_PARAMETER9=، |HIDE_PARAMETER1=، و|HIDE_PARAMETER3= (مساعدة)

- "الحبشة"، موسوعة بريتانيكا. المجلد الأول (الطبعة الحادية عشر). (بالإنجليزية)
- "إثيوبيا"، موسوعة بريتانيكا. المجلد التاسع (الطبعة الحادية عشر). (بالإنجليزية)